# Nettastomatidae
I Nettastomatidae sono una famiglia di pesci ossei appartenenti all'ordine Anguilliformes.

## Distribuzione e habitat
Sono diffusi in tutti i mari tropicali o temperati caldi.
Di solito stazionano ad elevate profondità.
Nel mar Mediterraneo sono presenti tre specie:
- Facciolella oxyrhyncha
- Nettastoma melanurum
- Saurenchelys cancrivora (accidentale).

## Descrizione
Come tutti gli anguilliformi questi pesci hanno corpo allungato con le pinne impari unite a formare un'unica pinna mediana. Di solito il corpo è molto allungato e sottile. La testa è allungata e le mascelle spesso hanno una forma a "becco d'anatra". La bocca è ampia. Le pinne pettorali sono assenti in quasi tutte le specie. L'estremità caudale è sottile e filiforme.
Le dimensioni sono in genere modeste, solo alcune specie possono sfiorare il metro di lunghezza.

## Biologia
Poco nota. Hanno abitudini pelagiche di profondità.

## Specie
- Facciolella castlei
- Facciolella equatorialis
- Facciolella gilbertii
- Facciolella karrer
- Facciolella oxyrhyncha
- Facciolella saurencheloides
- Hoplunnis diomediana
- Hoplunnis macrura
- Hoplunnis megista
- Hoplunnis pacifica
- Hoplunnis punctata
- Hoplunnis schmidti
- Hoplunnis sicarius
- Hoplunnis similis
- Hoplunnis tenuis
- Nettastoma falcinaris
- Nettastoma melanurum
- Nettastoma parviceps
- Nettastoma solitarium
- Nettastoma syntresis
- Nettenchelys dionisi
- Nettenchelys erroriensis
- Nettenchelys exoria
- Nettenchelys gephyra
- Nettenchelys inion
- Nettenchelys paxtoni
- Nettenchelys pygmaea
- Nettenchelys taylori
- Saurenchelys cancrivora
- Saurenchelys cognita
- Saurenchelys fierasfer
- Saurenchelys finitimus

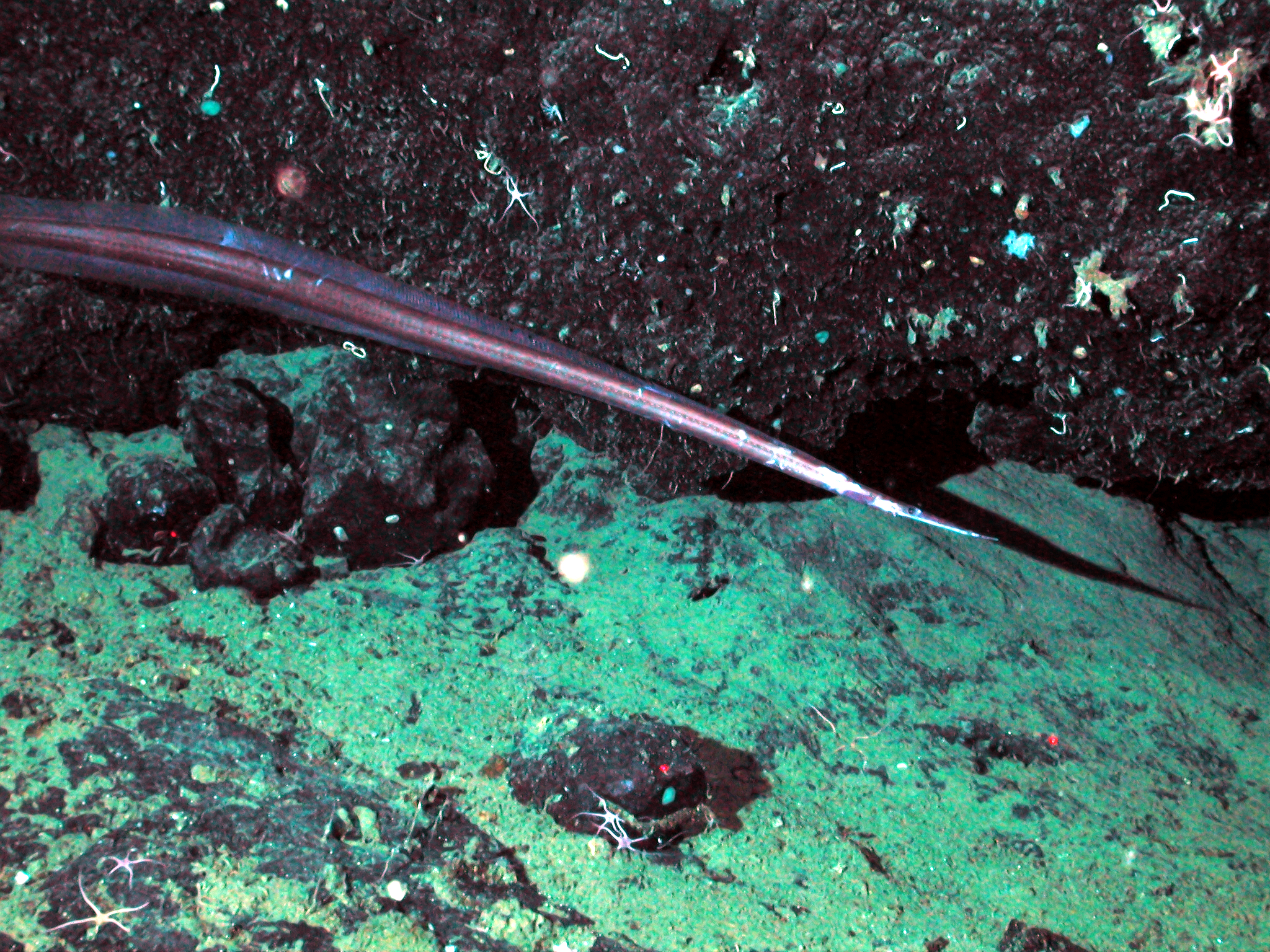
Venefica tentaculata

- Saurenchelys lateromaculatus D'Acona
- Saurenchelys meteori
- Saurenchelys stylura
- Saurenchelys taiwanensis
- Venefica multiporosa
- Venefica ocella
- Venefica proboscidea
- Venefica procera
- Venefica tentaculata